# チャールズ・マッケラス
サー・アラン・チャールズ・マクローリン・マッケラス（Sir Alan Charles Maclaurin Mackerras [məˈkɛrəs] 1925年11月17日 - 2010年7月14日）は、オーストラリアの指揮者。幅広いレパートリーを持ち、中でもヤナーチェクのオペラ、管弦楽曲で優れた録音を残している。1979年にナイトの称号を得ている。

## 人物・来歴
1925年11月17日、オーストラリア人の両親のもとにニューヨーク州スケネクタディで生まれた。「オーストラリア音楽の父」と呼ばれるユダヤ系作曲家アイザック・ネイサンの子孫にあたる。2歳の時に両親とともにオーストラリアのシドニーへ移った。ニュー・サウスウェールズ音楽院でオーボエを学び、1943年からシドニー交響楽団の首席オーボエ奏者を務めるが、指揮に興味を持ち、1946年にイギリスに渡り、翌1947年から1年間プラハに留学してヴァーツラフ・ターリヒに指揮を学んだ。
1948年にイギリスに戻り、サドラーズ・ウェルズ・オペラでヨハン・シュトラウス2世の『こうもり』を指揮し、指揮者としてデビューしている。1953年まで7年間、このオペラを指揮した。この間の1951年4月10日にヤナーチェクの『カーチャ・カバノヴァー』のイギリス初演を行い注目を集めた。これは同時にヤナーチェクのオペラのイギリス初演でもあった。1954年から1956年にはBBCコンサート管弦楽団の首席指揮者を務めている。1963年に、ショスタコーヴィチの『カテリーナ・イズマイロヴァ』でコヴェント・ガーデン王立歌劇場にデビューを果たしている。
1966年から1970年にハンブルク国立歌劇場の第1指揮者、1970年から1977年にサドラーズ・ウェルズ・オペラ（1974年以降はイングリッシュ・ナショナル・オペラと改名）の音楽監督を歴任した。1978年にヤナーチェク賞、1979年にナイトの称号を受けている。1979年からBBC交響楽団の首席客演指揮者、1981年からはシドニー交響楽団の首席指揮者にもなっている。1986年から1992年までウェールズ・ナショナル・オペラの音楽監督を務める。1992年以後はスコティッシュ室内管弦楽団の、1993年からはロイヤル・フィルハーモニー管弦楽団およびサンフランシスコ・オペラの首席客演指揮者も務めている。この間、1996年から1997年のシーズンにはチェコ・フィルハーモニー管弦楽団の首席客演指揮者を務めた。イギリスのフィルハーモニア管弦楽団の首席客演指揮者でもあった。ヨーク大学やチェコ・ブルノのマサリク大学をはじめとする多くの大学から名誉博士号を授与されている。
マッケラスのレパートリーはバッハからエリオット・カーターまでをカバーする大変幅広いものであるが、彼の名を一躍有名にしたのが1976年から始まるヤナーチェクのオペラ録音である。それまでにも1951年に『カーチャ・カバノヴァー』、1964年『マクロプロス事件』、1965年『死者の家から』のイギリス初演をそれぞれ行っており、ヤナーチェクのエキスパートであった。
ヤナーチェクのオペラは「発話旋律」とよばれる朗唱風のスタイルが特徴で、その音楽がテキストであるチェコ語とあまりに密接な関係にあるため、他国の指揮者がこれを指揮するのは困難といわれる。しかし、マッケラスは1年間のチェコでの留学経験を生かし、さらにはチェコ語を習得しており、『カーチャ・カバノヴァー』の録音の際には歌手たちにチェコ語で指示を出して驚かせたというエピソードもある。こうした演奏活動や録音はマッケラスの名を知らしめたばかりでなく、それまで録音に恵まれなかったヤナーチェクの再発見につながったのである。
アーサー・サリヴァンの演奏でも知られ、オペレッタから抜粋した組曲『パイナップル・ポール』（Pineapple Poll ）を編曲し、楽譜が焼失していたチェロ協奏曲ニ長調の復元・演奏も行った。
ウィーン・フィルハーモニー管弦楽団を指揮した、コダーイ・ゾルターン作曲のハンガリー民謡「孔雀は飛んだ」による変奏曲のライブ録音等の音源も知られる。
2010年7月14日、イギリスのロンドンでがんのため死去した。84歳没。